# Список умерших в 1908 году
В этой статье представлен список известных людей, умерших в 1908 году.
- См. также: Категория:Умершие в 1908 году

## Январь
- 7 января — Иван Варшамов (80) — генерал-майор русской армии.
- 8 января — Пётр Ефремов (77) — библиофил, литературовед, издатель, историк русской литературы.
- 9 января — Абрам Гольдфаден (67) — еврейский поэт и драматург.
- 14 января — Роберт Эллери (80) — английский астроном.
- 17 января — Адам Зачинский — российский юрист.
- 23 января — Виктор Розен (58) — русский востоковед.
- 25 января — Уида (наст. имя Мария Луиза Раме) (69) — английская романистка.
- 25 января — Михаил Чигорин (57) — выдающийся русский шахматист, сильнейший шахматист России на рубеже XIX—XX веков.
- 26 января — Александер Манн (55) — шотландский художник — постимпрессионист, член группы Глазго бойс.

## Февраль
- 1 февраля — Карлуш I (44) — предпоследний король Португалии; убит.
- 2 февраля — Николай Дашкевич (55) — историк и историк литературы.
- 11 февраля — Анатоль Вахнянин (66) — политический деятель, композитор, журналист и педагог.
- 29 февраля — Джон Адриан Луис Хоуп (47) — британский государственный деятель, первый генерал-губернатор Австралии.

## Март
- 9 марта — Казимерас Яунюс (59) — теолог, исследователь литовского языка.
- 11 марта — Эдмондо Де Амичис (61) — итальянский писатель, поэт и журналист, автор детской повести «Сердце» («Записки школьника», Cuore).
- 17 марта — Григорий Гершуни — известный российский террорист, один из основателей «боевой организации» Партии социалистов-революционеров.
- 26 марта — Лаврентий (Некрасов) — епископ Русской Православной Церкви, епископ Тульский и Белёвский.

## Апрель
- 7 апреля — Алексей Жемчужников (87) — русский поэт, сатирик и юморист.
- 7 апреля — Леонид Милорадович — российский государственный деятель, русский дипломат, публицист.
- 20 апреля — Иван Загорский (48) — украинский актёр.

## Май
- 7 мая — Пётр Ефименко (72) — российский этнограф и статистик.
- 14 мая — Зигмунд Бюргер (52) — австрийский и венгерский виолончелист.
- 18 мая — Николай Нолле (46) — российский оперный и камерный певец (баритон), музыкальный педагог.
- 31 мая — Йозефина фон Кнорр (81) — австрийская поэтесса и переводчица.

## Июнь
- 6 июня — Жеф Ламбо (56) — бельгийский скульптор.
- 17 июня — Павел (Вильчинский) — епископ Русской православной церкви, епископ Пензенский и Саранский. Духовный писатель.
- 21 июня — Николай Римский-Корсаков (64) — русский композитор.

## Июль
- 1 июля — Дмитрий Фёдоров (53) — Волынский и Киевский вице-губернатор, действительный статский советник, камергер.
- 3 июля — Джоэль Чандлер Харрис (62) — американский писатель, автор «Сказок дядюшки Римуса».
- 3 июля — Николай Игнатьев (76) — российский государственный деятель, дипломат-панславист; генерал от инфантерии.
- 16 июля — Пётр Вейнберг (77) — русский поэт, переводчик, историк литературы.
- 24 июля — Вальтер Лейстиков (42) — немецкий художник-пейзажист, работавший в манере югендштиля.
- 31 июля — Янис Асарс (31) — латвийский литературный и художественный критик, публицист.

## Август
- 8 августа — Валерий Врублевский (71) — деятель польского, белорусского и международного революционного движения.
- 11 августа — Алексей Ганский — астроном, геодезист и гравиметрист.
- 12 августа — Фрэнк Калверт (79) — британский и американский консул на османских землях Дарданелл, предприниматель и археолог-любитель.
- 21 августа — Владимир Антонович (74) — украинский историк, археолог, этнограф.
- 24 августа — Иван Тарханов (62) — российский физиолог, переводчик, педагог и популяризатор науки; происходит из старинного дворянского рода грузинских князей Тархан-Моурави.
- 25 августа — Антуан Анри Беккерель (55) — французский физик, лауреат Нобелевской премии по физике 1903 года.

## Сентябрь
- 2 сентября — Валентин Амфитеатров (71) —московский священник, проповедник, духовник.
- 4 сентября — Рудольф Блауманис (45) — латышский драматург и писатель.
- 10 сентября — Арсений (Швецов) (68) — старообрядческий епископ Уральский, духовный писатель.
- 10 сентября — Макс Фальк (79) — венгерский политический деятель и публицист.
- 23 сентября — Аркадий (Филонов) — епископ Русской православной церкви, епископ Аккерманский, викарий Кишинёвской епархии.
- 24 сентября — Дмитрий Гедеонов (53) — русский геодезист и астроном.
- 25 сентября — Мурацан (53) — классик армянской литературы, автор исторических романов, рассказов и пьес.

## Октябрь
- 8 октября — Николай Сергеевский (58) — русский юрист, государственный и общественный деятель, первый председатель Русского окраинного общества.
- 11 октября — Михаил Попов — русский психиатр, специалист по психопатологии, нервным и душевным болезням.
- 16 октября — Николай Бажин (65) — русский писатель.
- 25 октября — Александр Ленский (61) — актёр, театральный режиссёр, театральный педагог, выдающийся театральный деятель Российской империи.
- 26 октября — Сергей Коровин (50) — русский живописец-жанрист; брат Константина Коровина.
- 29 октября — Алексей Потехин — русский драматург и романист.

## Ноябрь
- 4 ноября — Рихард Герстль (25) — австрийский художник-экспрессионист.
- 8 ноября — Викторьен Сарду (77) — французский драматург, автор множества пьес.
- 8 ноября — Фёдор Шмидт (76) — российский геолог, ботаник и палеонтолог.
- 14 ноября — Алексей Александрович (58) — четвёртый сын императора Александра II и императрицы Марии Александровны, великий князь; военачальник.
- 15 ноября — Цыси (72) — маньчжурская императрица, фактически стоявшая у власти в цинском Китае с 1861 до своей смерти.
- 18 ноября — Эммануил Магдесян (51) — российский художник-маринист.
- 20 ноября — Георгий Вороной (40) — известный российский математик украинского происхождения.
- 25 ноября — Сильвестр (Малеванский) (80) — епископ Русской православной церкви, богослов, духовный писатель.

## Декабрь
- 1 декабря — Исаак Цилков (67) — главный раввин и казначей варшавской Большой синагоги. Сделал перевод Танаха на польский язык.
- 13 декабря — Огюст Ле Плонжон (82), американский авантюрист, фотограф, путешественник, археолог-любитель, один из пионеров изучения доколумбовых цивилизаций Америки.
- 26 декабря — Антон Будилович (64) — русский филолог, славист, публицист.

## Дата неизвестна или требует уточнения
- Дерсу Узала — охотник, нанаец (гольд), всю жизнь проживший в тайге; главное действующее лицо в романах Владимира Арсеньева «Дерсу Узала» и «По Уссурийскому краю»; убит грабителями (род. в 1849).